# Heinrich (VI.) der Jüngere von Braunschweig
Heinrich (VI.) II. der Jüngere von Braunschweig (* um 1196; † 16. oder 26. April 1214) aus der Familie der Welfen war von 1212 bis 1214 rheinischer Pfalzgraf.

## Leben
Heinrich war der einzige Sohn Pfalzgraf Heinrichs I. († 1227) und der Agnes von Staufen. Er war seit 1212 mit Mathilde von Brabant († 1267), Tochter des Herzogs Heinrich I. von Niederlothringen-Brabant verheiratet.
Er wurde am Hof König Johanns von England erzogen und kam 1211/1212 nach Deutschland zurück. Sein Vater verzichtete zu seinen Gunsten im Jahre 1212 aus politischen Gründen auf die Pfalzgrafenwürde. Heinrich nahm im November 1212 am Aachener Hoftag seines kaiserlichen Onkels Otto IV. teil, wo er vermutlich mit Mathilde von Brabant verlobt wurde. Kurz darauf nahm er gegen Otto IV. Partei für den Staufer Friedrich II. Nach Heinrichs frühem kinderlosen Tod belehnte dieser den Wittelsbacher Ludwig mit der Pfalz.
Heinrich wurde im Kloster Schönau bei Heidelberg begraben.
| Vorgänger                      | Amt                                | Nachfolger |
| ------------------------------ | ---------------------------------- | ---------- |
| Heinrich (I.) von Braunschweig | Pfalzgraf bei Rhein 1212/1213–1214 | Ludwig I.  |

| Personendaten    | Personendaten                               |
| ---------------- | ------------------------------------------- |
| NAME             | Heinrich (VI.) der Jüngere von Braunschweig |
| ALTERNATIVNAMEN  | Heinrich II. der Jüngere von Braunschweig   |
| KURZBESCHREIBUNG | Pfalzgraf bei Rhein                         |
| GEBURTSDATUM     | um 1196                                     |
| STERBEDATUM      | 16. April 1214 oder 26. April 1214          |